# Carlos Esteban González
Carlos Esteban González (Buenos Aires, 20 febbraio 1927) è un ex calciatore argentino, di ruolo centrocampista.